# لبا (ليبيا)
لبّا( اللّبّة) هي بلدة صحراوية في شعبية الواحات في منطقة برقة شمال شرق ليبيا.
بدءاً من عام 2001 إلى عام 2007، كانت جزءًا من شعبية أجدابيا. بينما من 1983 إلى 1987، كانت جزءًا من مقاطعة جالو.